# Ngarchelong
Ngarchelong ou Ngerchelong est l'un des seize États qui forment les Palaos. D'une superficie de 10 km2, il est peuplé de 488 habitants.

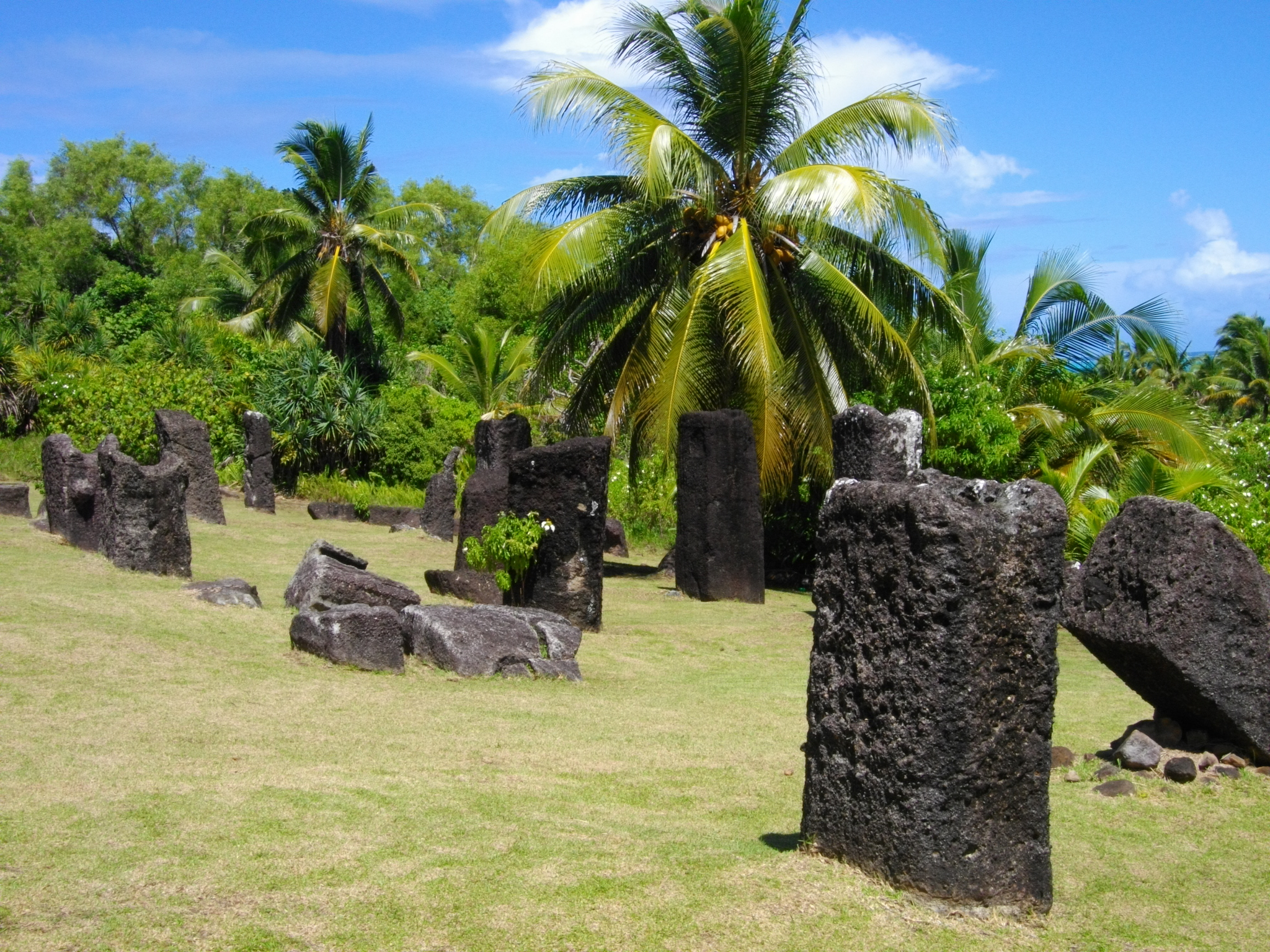
Monolithes de pierre de Badrulchau